# Eosentomon pruni
Eosentomon pruni är en urinsektsart som beskrevs av Bernard 1976. Eosentomon pruni ingår i släktet Eosentomon och familjen trakétrevfotingar. Inga underarter finns listade i Catalogue of Life.